# Fabrizio Romano

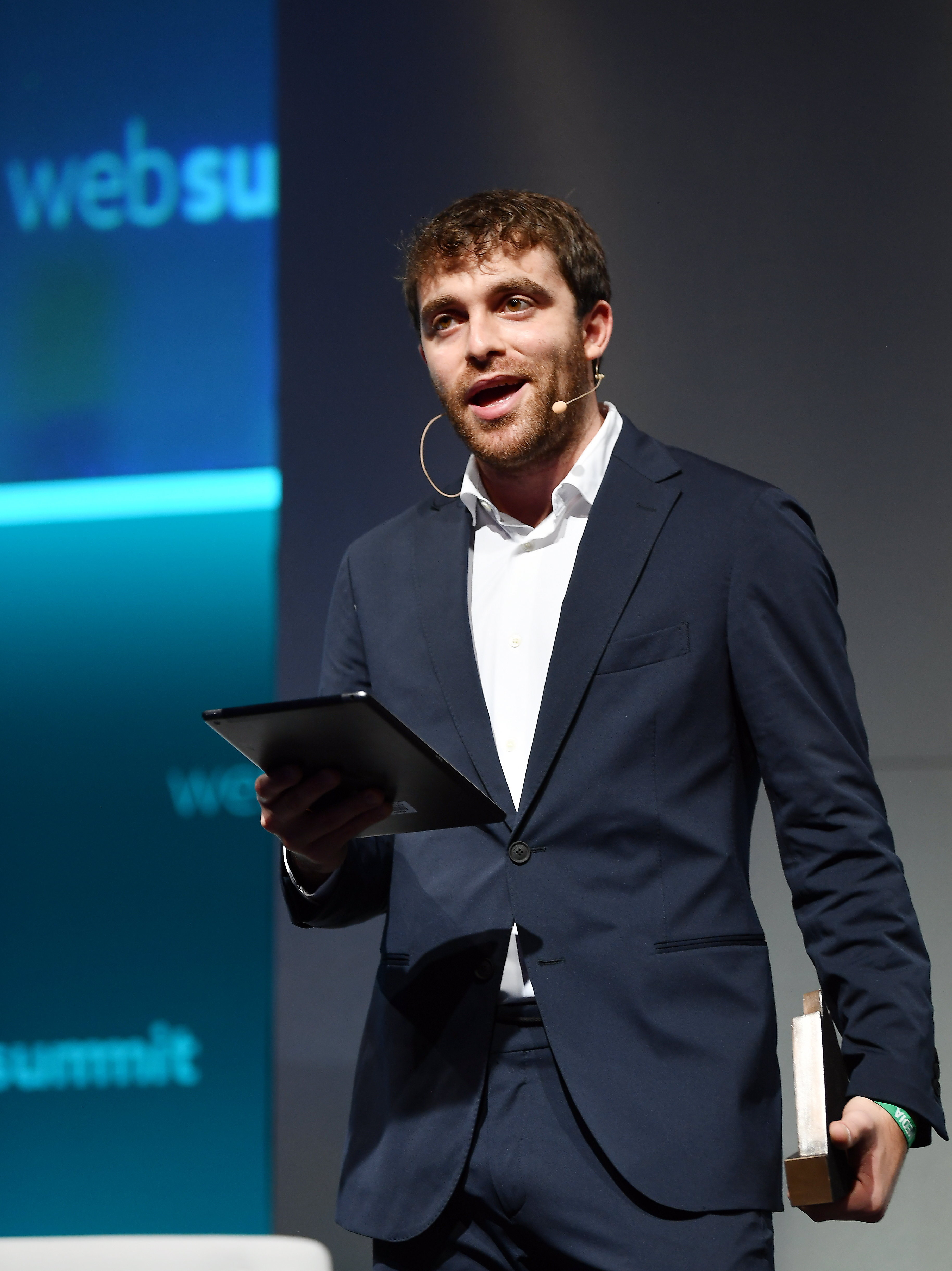
Fabrizio Romano, 2021

Fabrizio Romano (geboren am 21. Februar 1993 in Neapel) ist ein italienischer Sportjournalist und Social-Media-Persönlichkeit. Romano verfügt über eine große Anzahl an Kontakten zu Entscheidungsträgern im Profifußball, wodurch es ihm regelmäßig gelingt, bevorstehende Transfers frühzeitig über die sozialen Medien bekanntzugeben. Hierdurch kommt ihm im europäischen Raum eine hohe Bekanntheit und Reichweite zu. Mit seinen Veröffentlichungen in den sozialen Medien erreichte er Anfang 2022 in der Regel mehrere Millionen Menschen.

## Journalistischer Werdegang
Im Jahr 2010 begann Romano im Alter von 17 Jahren, für kleinere italienische Websites Artikel rund um den italienischen Vereinsfußball zu schreiben. Hierdurch kam er in Kontakt mit einem italienischen Spielerberater, der ihn beauftragte, Artikel über seine bis dahin unbekannten Klienten Mauro Icardi und Gerard Deulofeu zu veröffentlichen. Icardi wechselte kurze Zeit später zu Sampdoria Genua und erreichte dort größere Bekanntheit. Der Spielerberater, dessen Identität von Romano nicht offengelegt wird, kontaktierte Romano daraufhin im November 2012 erneut, um Artikel über weitere Klienten schreiben zu lassen. Als Gegenleistung erhielt Romano die bis dahin noch nicht öffentliche Information über den im Sommer 2013 bevorstehenden Wechsel Icardis zu Inter Mailand. Mit der Veröffentlichung dieser sich später bewahrheitenden Transferinformation machte Romano erstmals öffentlich auf sich aufmerksam.
In der folgenden Zeit arbeitete Romano mehrere Jahre als Sportjournalist für Sky Italia, später wechselte er zu CBS Sports und veröffentlicht auf Honorarbasis Artikel für The Guardian. Im Rahmen seiner Arbeit für Sky Italia knüpfte Romano viele Kontakte zu Spielerberatern, anderen Sportjournalisten (unter anderem Gianluca Di Marzio) und weiteren Funktionären und Sponsoren im Profisport. Dabei besuchte er über einen längeren Zeitraum gezielt typische ihm bekannte Restaurants, in der Hoffnung, dort von Spielerberatern oder Sportdirektoren noch nicht öffentliche Informationen zu bevorstehenden Spielertransfers zu erhalten. Diese veröffentlichte er dann auf den sozialen Medien (insbesondere Twitter), wodurch seine Bekanntheit schnell wuchs.
Parallel zu seiner journalistischen Arbeit für Sky Italia studierte Romano an der Katholischen Universität vom Heiligen Herzen in Mailand.

## Social-Media-Aktivitäten
Infolge seiner Transferveröffentlichungen in den sozialen Medien und deren hohen Wahrheitsgehaltes wuchs Romanos Bekanntheit unabhängig von seiner Tätigkeit für Sky Italia und CBS insbesondere ab Ende 2019 stark an. Romano wurde im Jahr 2022 als eine der zuverlässigsten Quellen zum Transfergeschehen im Fußball überhaupt bezeichnet.
Seine Bekanntheit und Reputation wird zunehmend zu Marketingzwecken von Fußballvereinen genutzt, beispielsweise bei der Präsentation von neuen Spielern. Auch fragen inzwischen umgekehrt Spielerberater und Profifußballspieler bei Romano an, um sich über die Marktsituation und Nachfrage zu bestimmten Spielern zu informieren oder Spieler bei entsprechenden Zielgruppen ins Gespräch zu bringen.
Romano sagt über sich selbst, noch nie Geld von Vereinen oder Spielerberatern angenommen und selbst ebenfalls nie gezahlt zu haben. Zum Ende einer Transferperiode tätigt er eigenen Angaben zufolge zwischen 50 und 200 Anrufe pro Tag und arbeitet rund 16 Stunden.
Die Fachzeitschrift 11Freunde charakterisiert Romano als „Showmaster“ und erkennt „Parallelen zu Influencern [und] Social-Media-Persönlichkeiten“. Darüber hinaus bezeichnete sie ihn im März 2022 als „wichtigsten Transferjournalisten der Fußballwelt“.
Feststehende Transfers leitet Romano mit dem Ausdruck „Here we go“ ein, welcher sich zu seinem Markenzeichen entwickelt hat. Im Juni 2025 hatte Romano rund 24,9 Millionen Follower auf der Plattform X. Daneben ist er auf Instagram, YouTube, Facebook und Twitch aktiv.